# Delovne vrednote
Delovne vrednote so dolgotrajna mnenja in občutki, ki opisujejo vedenje delavca na delovnem mestu in njegovo osebno prepričanje o svojih rezultatih. Lahko gre za prepričanja zaposlenega o tem, kako se mora obnašati na delu in kaj lahko pričakuje od dela. Odražajo, kaj želijo ljudje tekom dela in z delom doseči. (George in Jones, 1996, v Žnidarčić, 2013). Delovne vrednote so razmeroma trajne in niso vezane na posamezno delo. V veliki meri so pogojene z vrednotami kulturnega okolja in povezane z organizacijsko kulturo in klimo, zadovoljstvom pri delu, predanostjo in zvestobo podjetju, itd. (Dermol idr., 2014). Primeri delovnih vrednot navedenih na O*NET-u so npr. dosežek, samostojnost (ustvarjalnost, odgovornost, avtonomija), prepoznavnost (avtoriteta, socialni status), odnosi (moralne vrednote, sodelavci), opora in pogoji dela (aktivnost, kompenzacija, varnost, raznolikost).

## Vrednote
Vrednote so temeljni splošni cilji, ki relativno in celostno usmerjajo vedenje posameznika. Služijo kot življenjska vodila oziroma motivacijski cilji. Vrednote so povezane z našo izbiro šole, študija in poklica, z našim verskim prepričanjem, političnim prepričanjem in duhovnostjo (Musek, 2000). Dandanes se vse več delovnih organizacij in institucij zaveda pomena dejavne integracije vrednot. Tiste, ki so izoblikovale jasno poslanstvo, ki je utemeljeno na vrednotah, veljajo za najučinkovitejše in najuspešnejše (Dermol idr., 2014).

## Delovne vrednote
Elizur (1996), ki je trenutno vodilni raziskovalec na področju delovnih vrednot, je delovne vrednote razporedil v tri večje skupine:
-         Kognitivne: npr. napredovanje, dosežki, status, osebna rast, neodvisnost
-         Afektivne: npr. priznanje za opravljeno delo, odnosi s sodelavci, samovrednotenje
-         Instrumentalne: npr. zaslužek, varnost, delovni pogoji, delovni čas
Pomembno je, da podjetje zaposlenim zagotavlja pogoje, v katerih lahko uresničijo vse skupine delovnih vrednot. Iz tega lahko sklepamo, da so zaposlenim pomembne različne vrednote oz. več vrednot hkrati, zato je potrebno v organizaciji delovati na način, ki bo zaposlenim omogočal uresničitev čim več vrednot. Zaposleni v podjetju lahko imajo različne vrednote, ki se včasih med seboj izključujejo. To lahko vodi do nestrinjanja in konfliktov v organizaciji. Vrednot ne ocenjujemo kot dobre ali slabe, ker to pogosto vodi do konfliktov in nerazumevanja. Ljudje imamo različne vrednote, ki niso nujno posledica razumskih odločitev, temveč socializacijskega procesa. Pomembno je, da se raznolikosti vrednot zaposlenih vodstvo zaveda in jih ne poskuša spremeniti, saj so vrednote integrirane v posameznikovo duševnost (Dermol idr., 2014). 
Rokeach (1973, 1975, v Dermol idr., 2014) vrednote glede na njihovo funkcijo deli na:
-         Terminalne vrednote: Nanašajo se na predstave o želenih stanjih, ki jih lahko dosežemo. Zaradi svoje privlačnosti usmerjajo vedenje in ravnanje posameznikov.
-         Instrumentalne vrednote: Nanašajo se na predstave o želenih in pozitivnih načinih in sredstvih za doseganje ciljev. Preko njih ocenjujemo dejanja. Delimo jih na moralne vrednote (usmerjene do drugih ljudi) in vrednotne zmožnosti (usmerjene v posameznika in osebne dosežke).
Tudi v podjetjih se kažejo terminalne in instrumentalne vrednote, in sicer tako, da v posameznem podjetju bolj poudarjajo nekatere vrednote kot druge. Tako lahko podjetje svoje zaposlene npr. spodbuja, da izpolnjujejo ali osebne ali družbene cilje in tako usmerja njihovo ravnanje in vedenje.

### Individualne delovne vrednote
Individualne delovne vrednote lahko delimo na notranje in zunanje delovne vrednote. 
Notranje so vezane na naravo dela. Ljudje, ki imajo visoko izražene notranje vrednote, si prizadevajo za napredovanje, pomembno jim je razgibano in zanimivo delo, samostojnost, zahtevnost, učenje novosti, ustvarjalnost, želijo si izzivov, itd. (Koprivc, 2008). Notranje vrednote večkrat prevzemajo zaposleni z višjo stopnjo izobrazbe (Boštjančič, 2009).
Zunanje delovne vrednote so povezane s posledicami dela. Zaposleni z zunanjimi vrednotami so ljudje, ki jim služba zagotavlja ekonomsko varnost zase in za družino. Pomembno jim je plačilo, varnost dela, status in druženje. Zunanje vrednote večkrat prevzemajo delavci z nižjo izobrazbo (Boštjančič, 2009).
Po navadi so pri delavcih prisotne tako zunanje kot tudi notranje vrednote. V kolikor se delovne vrednote povezujejo z rezultati dela, ki ga opravljajo, bodo na delovnem mestu zadovoljni (Koprivc, 2008). Preko individualnih vrednot se oblikujejo tudi organizacijske vrednote (Dermol idr., 2014).

### Organizacijske delovne vrednote
Organizacijske vrednote so vrednote, ki jih izpostavlja vodstvo podjetja, ker meni, da predstavljajo dobro podlago za njegov obstoj in razvoj. Pomenijo in izražajo bistvo filozofije podjetja. Služijo kot vodilo pri vedenju in odločanju zaposlenih ter jih spodbujajo k ustvarjanju (Dermol idr., 2014). Dajejo občutek povezanosti med delavci v organizaciji in predstavljajo organizacijo navzven. Predstavljajo del organizacijske kulture in se po navadi oblikujejo umetno (Boštjančič, 2009). Na podlagi organizacijskih vrednot se podjetja predstavljajo kupcem, dobaviteljem, javnosti in drugim. Poznavanje in razumevanje organizacijskih vrednot vpliva na to, kako delavci zaznavajo sebe in svoje delovno okolje.
Organizacijske vrednote lahko delimo na prevzete in uporabljene (Mitchell, 1995). Prevzete predstavljajo tiste vrednote, ki so žive, medtem ko so uporabljene prav tako aktivno prisotne in vidne v posameznikovem vedenju, a dodeljene s strani nadrejenih. V podjetju so pomembne tudi »metavrednote«. To so vrednote, ki vključujejo občutek za skupnost, veselje in smisel (Boštjančič, 2009). Če želi podjetje prepoznati svoje resnične vrednote, mora zajeti tako organizacijsko kot individualno raven vrednot (Dermol idr., 2014).
Vsako podjetje naj bi imelo organizacijske vrednote, a nekatera podjetja jih še niso odkrila, prepoznala in opredelila. Če ima podjetje dobro opredeljene vrednote, je lahko bolj uspešno. V kolikor ima strukturiran sistem vrednot, to omogoča dobro organizacijsko kulturo. Vrednote je potrebno poiskati, opisati in jim določiti jasno kulturno ozadje. Pomembno je, da vrednote niso preširoko opredeljene. Ključne vrednote podjetja naj bi bile nespremenjene. V kolikor vrednote niso opredeljene, se jih mora opredeliti na podlagi široke razprave zaposlenih in vodstva podjetja ter postaviti lastne vrednote, namesto, da bi le – te prevzeli od drugih podjetij. Da dosežemo čim večjo uspešnost organizacije, morajo biti vrednote ponotranjene, realne in verodostojne. Vrednote imajo pomembno vlogo, saj določajo prepričanja, pričakovanja, stališča in naravnanost podjetij (Dermol idr., 2014)
Zaposleni se z organizacijskimi vrednotami identificirajo in preko njih osmislijo lastno delo. V kolikor so individualne vrednote delavcev usklajene z organizacijskimi, bo delavec najverjetneje bolj zadovoljen s svojim delovnim mestom. Delodajalec bi si tako moral prizadevati, da bi bile vrednote zaposlenih čim bolj podobne vrednotam podjetja. Na podlagi teorije transformacijskega vodenja se vodja in podrejeni spodbujata k višjim vrednotam in višji motivaciji, za kar je ključno, da so njune vrednote skladne. Podrejeni naj bi se poistovetili s poslanstvom vodje in tako se vrednote prenesejo na nižje ravni organizacije. To vodi do harmoničnih odnosov in močne identifikacije zaposlenih z vodjo. Vrednote podjetja so pomembne tudi, ko v organizaciji iščejo nove delavce. Kaže se trend, da vodja v organizaciji zaposluje ljudi, ki imajo podobne vrednote in prepričanja kot vodja sam. Skladnost vrednot in delovanja namreč vodi do učinkovitosti (Boštjančič, 2016).

## Vloga delovnih vrednot
Vrednote na delovnem mestu imajo normativno funkcijo (opredeljujejo, kaj se v podjetju sme in kaj ne) in, kar je še bolj pomembno, predstavljajo motivacijsko silo, ki zaposlenim daje energijo za doseganje ciljev. Ker vrednote delujejo »od znotraj« oz. so pomembni ponotranjeni psihološki mehanizmi, lahko bolj učinkovito kot pravila in postopki, dani »od zunaj«, usmerjajo vedenje zaposlenih v smeri skupnih ciljev, ki jih ima podjetje. S pomočjo organizacijskih vrednot lahko podjetje dosega vrhunske dosežke, kakovost in uspešnost. Da bi vrednote delovale na želen način, mora biti zaposleni predan organizacijskim vrednotam (Dermol idr., 2014).
Poznamo štiri splošne vzorce predanosti zaposlenih trenutnim organizacijskim vrednotam (Greenwood in Hinings, 1996):
-         Status quo: Sprejemanje in podpora trenutnim organizacijskim vrednotam
-         Ravnodušna predanost: brezvoljna sprijaznjenost 
-         Konkurenčna predanost: različni pogledi in razumevanje trenutnih organizacijskih vrednot
-         Reformacijska predanost: široko soglasje v nasprotovanju trenutnim organizacijskim vrednotam
Ko zaposleni sprejemajo in podpirajo trenutne organizacijske vrednote (status quo), je ujemanje organizacijskih vrednot in vrednot zaposlenih visoko. To zagotavlja pogoje za zadovoljstvo, boljše počutje, pripadnost in predanost zaposlenih, utrjevanje socialnih mrež, boljše odnose med podjetjem in zaposlenimi ter nižjo stopnjo stresa (Dermol idr., 2014).

## Pomen vrednot na delovnem mestu
Organizacijske vrednote zaposlenim služijo kot osrednje vodilo za njihovo vedenje in ravnanje. S pomočjo vrednot podjetja zaposleni vedo, kaj se od njih pričakuje in lahko delajo v smeri uresničitve poslovnih ciljev podjetja. Vrednote značilno vplivajo na ravnanja podjetij in zaposlenih. V kolikor ima podjetje skladne vrednote s svojimi zaposlenimi le – te postajajo temelj za sodelovanje in učinkovitost podjetja pri uresničevanju skupnih ciljev (Dermol idr., 2014).
Vrednote vplivajo na uspešnost organizacije, zadovoljstvo in veselje delavcev do dela, kariere in družine. V kolikor delavec sprejme organizacijske vrednote podjetja za svoje, pride do zmanjšanja fluktacije, manj psihosomatičnih simptomov, boljše čustvene stabilnosti ter manj stresne zaznave delovnega okolja pri ženskah (Burkej, v Boštjančič, 2016). 
Sporazumevanje o pomembnih vprašanjih o podjetju je lažje, če ima podjetje opredeljene organizacijske vrednote. Če podjetje priznava vrednote svojih zaposlenih in ceni njihov prispevek k skupnim prizadevanjem, bodo zaposleni imeli večji občutek pripadnosti podjetju. Če bodo poznali vrednote podjetja in aktivno sodelovali pri izbiri organizacijskih vrednot, je večja možnost, da se bodo zaposleni vedli oz. delali v želeni smeri in bili pri delu bolj učinkoviti in uspešni. V kolikor lahko zaposleni ob delu uresničujejo svoje vrednote, so podjetju bolj predani in z delom bolj zadovoljni in zato je dobro, da si podjetja prizadevajo za prepoznavanje in razumevanje vrednot zaposlenih (Dermol idr., 2014). 
Vrednote lahko v okviru delovnega mesta raziskujete s pomočjo Kratic vrednot (Kosec, 2022), ki vas vodijo do različnih podpodročij izbranih vrednot ter vam osvetljujejo vedenja, ki izbrano vrednoto izkazujejo. Kartice vrednot torej: usmerjajo diskusijo o vrednotah po principih coaching-a, dvigujejo ozaveščenost, kako z izbranim vedenjem izkazujemo določeno vrednoto (vi ali vaši sodelavci), vzpodbujajo posameznika k pozitivnim in vzpodbudnim resolucijam, se osredotočajo na področja, kjer posameznik ima vpliv (notranji lokus kontrole) in spodbujajo pozitivno vzdušje diskusije v skupini. Lahko pa jih uporabljate tudi samostojno za dnevn navdih ali pomoč pri razumevanju sodelavcev. 